# المسيل (حجة)
المسيل هي إحدى قرى الجمهورية اليمنية. تتبع جغرافيا لمحافظة حجة وإداريًا لمديرية المغربة. يبلغ تعداد سكانها 1814 نسمة حسب الإحصاء الذي أجري عام 2004.